# Araneus albilunatus
Araneus albilunatus är en spindelart som beskrevs av Roewer 1961. Araneus albilunatus ingår i släktet Araneus och familjen hjulspindlar.
Artens utbredningsområde är Senegal. Inga underarter finns listade i Catalogue of Life.